# まるはま
まるはま（男性、1960年7月10日 - ）は、漫画家。千葉県出身、埼玉県所沢市在住。武蔵野美術大学造形学部空間演出デザイン科卒。
イラストレーターとして、フジテレビ『めちゃ²イケてるッ!』で番組中に使用されるイラストを担当。対象物をデフォルメした可愛らしい画風を特徴とする。
「浜本ひろし」のペンネームを使用することがある。

## おもな作品
- 気ままにアニマル（1991-2000年、北海道新聞夕刊連載。単行本・全3刊）
- どきどき動物学園（2001-連載中、北海道新聞夕刊→朝刊土曜別刷「週刊まなぶん」、熊本日日新聞「くまTOMO」連載。一部『気ままにアニマル』に収録。）
- タマちゃんのおくりもの